# GPSBabel
GPSBabel — свободная кроссплатформенная программа для конвертирования между форматами геоданных (точек и треков). Используется другими программами, такими как Google Earth, GpsPrune.

## Интерфейс
GPSBabel является консольной программой. Существуют встроенный и альтернативный (Gebabbel) GUI к ней.